# Casale di Scodosia
Casale di Scodosia – miejscowość i gmina we Włoszech, w regionie Wenecja Euganejska, w prowincji Padwa.
Według danych na rok 2004 gminę zamieszkiwało 4798 osób, 228,5 os./km².